# Макс Уле
Макс Уле (на немски: Max Uhle) е германски антрополог, археолог.
Той е сред основателите на археологията в Перу. В периода 1892 – 1933 г. извършва усилени изследвания на древното селище Тиуанако и на перуанското крайбрежие (в долините на реките Моче, Ика), изучава периода от древността на Чили и Еквадор. Той доказа съществуването на Тиуанако още в доминиканския период и разработва основите на съвременната хронология на перуанските антики. Основател е на археологическите музеи в Лима, Сантяго и Кито.

## Биография
Роден е на 25 март 1856 г. в Дрезден, Германски съюз. През 1875 г. завършва средното си образование и се записва в Лайпцигския университет. През същата година служи в армията. През 1876 г. учи в Гьотингенския университет, но година по-късно се завръща в Лайпцигския университет, където остава до докторска степен по лингвистика (1880).
През 1881 г. започва работа в Кралския музей по зоология, антропология и археология в Дрезден, където остава в продължение на седем години. През този период той фокусира работата си върху антропологията. В периода, в който той е в Дрезденския музей, е публикувана първата описателна работа за разкопки в района на Андите в Перу. Това произведение е озаглавено „Некрополът на Анкон в Перу“.
През 1888 г. Уле решава да се посвети на антропологията на Андите. По този начин той се оттегля от музея в Дрезден и започва работа в Музея на Берлинската федерация. Уле работи в Берлинския музей четири години, в този период той участва в Международния конгрес на американците. На този конгрес той представя книга и есе. Книгата е проучване на археологически екземпляри, намерени в Мексико, Колумбия и Перу. Есето е дисертация на езика на чибча.

### Екскурзии в Аржентина и Боливия
През 1892 г. той получава възможността да отиде в Южна Америка, за да извърши работа на терен. При първото си пътуване той заминава за Аржентина и Боливия. Изследва археологическите обекти, разположени в провинциите Катамарка и Ла Риоха в Аржентина. В Боливия той изследва мумиите на Quebrada de Talina и Tupiza. Неговият най-голям интерес към тази страна обаче не са археологическите останки, а населението ѝ – произход, обичаи и език. След три години експедиции под ръководството на Берлинския музей, Адолф Бастиан връща творбите на Уле на Пенсилванския университет (САЩ). Така през 1895 г. Макс Уле започва да работи за американския институт.

### Работа в Перу
През 1896 г. напуска Боливия и започва работа в Перу, там той участва в разкопките на Анкон и Пачакамак. През 1897 г. пътува до Филаделфия, за да напише доклад за откритията в Пачакамак. Във Филаделфия той се запознава с Шарлот Грос, която отговаря за превода на докладите на Уле от немски на английски. През 1899 г. Пенсилванският университет предоставя спонсориране на експедициите на Уле в Калифорнийския университет. През същата година той пътува до Перу, където изучава етнографията на няколко населени места и участва в няколко разкопки в Cerro Blanco, Huaca del Sol (Храм на слънцето) и Huaca de la Luna (Храм на месечината).
През 1901 г. той се завръща в САЩ. През 1903 г. получава титлата професор по перуанска археология. На 10 юни същата година Макс Уле се жени за Шарлот Грос. През ноември 1903 г. Уле започва тригодишна експедиция в Перу (спонсорирана от Калифорнийския университет). По време на тази експедиция той посешава Куско, Кача, Пуно и Арекипа. През 1905 г. се завръща в Лима, където получава предложение от перуанското правителство за ръководител на Националния археологически музей в Перу, той приема това предложение и го ръководи до 1912 г.
В периода 1912 – 1915 г. работи в Музея по етнология и антропология на Чили. През 1919 г. в Аржентина умира съпругата му. След смъртта на съпругата си, той работи няколко години в Еквадор. През 1933 г. се завръща в Германия. През 1939 г. отново заминава за Перу, където планира да остане до 1942 г. поради Втората световна война. Умира на 11 май 1944 г. в Люблинец, Полша.